# Sony Xperia A2
Sony Xperia A2 (модельний номер — SO-04F) — смартфон із серії Sony Xperia, розроблений компанією Sony Mobile та випущений ексклюзивно для японського оператора NTT DoCoMo в травні 2013 року. Апарат пило- і водонепроникний за ступенем захисту IP58. 
Sony Xperia J1 Compact (модельний номер — D5788) — є пізньою версією Xperia A2, яка вийшла в Японії, без прив'язки до оператора. Телефон є першим у Sony, який вийшов без прив'язки до оператора і SIM-карти в Японії. Смартфон вийшов у продажу у квітні 2015 року. Обидва смартфона є варіацією Z1 Compact для японського ринку. 
20 серпня 2015 року, Sony випустила спеціальну версію Xperia J1 Compact Metal Gear Solid V: The Phantom Pain Edition. Відповідно із назви, смартфон випущений для фанатів відеогри, де на задній панелі емблема Outer Heaven, а також у програмному забезпеченні присутні шпалери, рінгтони і саундтрек з гри. Телефон коштував дорожче за звичну версію (59,800 ¥), і продавався лише в офіційних магазинах Sony.

## Характеристики смартфону

### Апаратне забезпечення
Смартфон працює на базі чотириядерного процесора Qualcomm Snapdragon 800 (MSM8974), що працює із тактовою частотою 2,2 ГГц (архітектура ARMv7), 2 ГБ оперативної пам’яті і використовує графічний процесор Adreno 330 для обробки графіки. Пристрій також має внутрішню пам’ять об’ємом 16 ГБ, із можливістю розширення карткою microSDXC до 128 ГБ. Апарат оснащений 4,3-дюймовим (110 мм відповідно) дисплеєм із розширенням 720 x 1280 пікселів із щільністю пікселів 342 ppi, що виконаний за технологією IPS LCD. В апарат вбудовано 20,7-мегапіксельну задню камеру з датчиком зображення Exmor RS. Розмір датчика камери 1/2,3 дюйма такий же, як зазвичай використовується у псевдодзеркальній цифровій камері. Є також світлодіодний спалах, стабілізація зображення, HDR, автофокус, розгорнута панорама, а також 2,2 мегапіксельна фронтальну камера. Обидві камери записують відео з роздільною здатністю 1080p. Дані передаються через роз'єм micro-USB, який також підтримує USB On-The-Go, і порт HDMI (через MHL) для перегляду зображень і відео з пристрою на екрані телевізора. Щодо наявності бездротових модулів Wi-Fi (802.11 a/b/g/n/ac 5 ГГц), DLNA, Bluetooth 4.0, вбудована антена стандарту GPS з A-GPS, GLONASS, NFC, Osaifu-Keitai. Весь апарат працює від Li-ion акумулятора ємністю 2300 мА·г, що може пропрацювати у режимі очікування 600 годин, у режимі розмови — 18 години, і важить 137 грам.

### Програмне забезпечення
Спочатку Sony Xperia A2 працював під управлінням Android 4.4 «KitKat» із інтерфейсом користувача від Sony та додатковими програмами, включаючи медіа-програми Sony (Walkman, Альбоми і Фільми), а також режимом заряду акумулятора. Крім того, пристрій має режим Stamina, який збільшує час роботи телефону до 4 разів. Кілька програм Google (таких як Google Chrome, Google Play, Google Search (з голосом), Google Maps і Google Talk) уже попередньо завантажені. Sony також радикально змінила інтерфейс користувача камери; де було додано нові функції, такі як TimeShift і ефекти доповненої реальності (AR), такі як ходячий динозавр. Про подальше оновлення смартфону, невідомо.